# درختان کائوری
درختان کائوری (نام علمی: Agathis) نام یک سرده از تیره مطبق‌کاجیان است. از این سرده حدود ۲۲ گونه از درختان همیشه سبز شناسایی شده است. این سرده از خانواده مطبق کاجیان می‌باشند که از دوران ژوراسیک بر روی زمین زندگی می‌کنند. گونه‌های این سرده در قسمت‌های وسیعی از نیم کره جنوبی زمین رویش دارند.